# 서울특별시의 기념물
서울특별시의 기념물은 기념물 중에서 서울특별시 내에 있는 문화재를 의미한다.

## 지정 목록
| 번호 | 사진 | 명칭                                                      | 소재지                                  | 관리자 (단체)                    | 지정일                                                           | 참조 |
| 1호  |      | 잠실 뽕나무 (蠶室 뽕나무)                                 | 서울 서초구 잠원동 1-54                 | 서초구                           | 1973년 1월 26일 지정, 2008년 10월 30일 명칭 변경                 |      |
| 2호  |      | 화양동 느티나무 (華陽洞느티나무)                          | 서울 광진구 화양동 110-34               | 광진구                           | 1973년 1월 26일 지정                                             |      |
| 3호  |      | 강감찬 생가 터(낙성대) (강감찬 생가 터(落星垈))           | 서울 관악구 봉천동 218-14               | 강연범                           | 1974년 8월 21일 지정, 2008년 10월 30일 명칭 변경                 |      |
| 4호  |      | 세검정터 (洗劍亭 터)                                      | 서울 종로구 신영동 168-6                | 종로구                           | 1976년 11월 11일 지정                                            |      |
| 5호  |      | 손기정 월계관 기념수 (孫基禎 月桂冠 紀念樹)               | 서울 중구 만리동2가 6-1                 | 중구                             | 1982년 11월 13일 지정                                            |      |
| 6호  |      | 이화장 (梨花莊)                                           | 서울 종로구 이화동 1-2                  | 이인수                           | 1982년 11월 13일 지정, 2009년 4월 28일 해제, 사적 제497호로 승격 |      |
| 7호  |      | 만해한용운심우장 (萬海韓龍雲尋牛莊)                       | 서울 성북구 성북동 222-1,2              | 한영숙                           | 1984년 7월 5일 지정, 2019년 4월 8일 해제, 사적 제550호로 승격    |      |
| 8호  |      | 양천향교터 (陽川鄕校 터)                                  | 서울 강서구 가양동 234                  | 재단법인서울특별시향교재단       | 1990년 6월 18일 지정                                             |      |
| 9호  |      | 망원정지 (望遠亭址)                                       | 서울 마포구 합정동 457-1                | 마포구                           | 1990년 6월 18일 지정                                             |      |
| 10호 |      | 보신각터 (普信閣 터)                                      | 서울 종로구 종로2가 102번지일대         | 종로구                           | 1990년 6월 18일 지정                                             |      |
| 11호 |      | 허가바위 (허가바위)                                       | 서울 강서구 가양동 산1-2                | 강서구                           | 1991년 12월 24일 지정                                            |      |
| 12호 |      | 낙천정터 (樂天亭 터)                                      | 서울 광진구 자양동 673                  | 광진구                           | 1991년 12월 24일 지정, 2009년 10월 22일 해제, 문화적 가치 상실   |      |
| 13호 |      | 무악산 동봉수대 터 (毋岳山 東烽燧臺 터)                   | 서울 서대문구 봉원동 산1                | 서대문구                         | 1993년 9월 20일 지정, 2008년 10월 30일 명칭 변경                 |      |
| 14호 |      | 목멱산봉수대터 (木覓山 烽燧臺 터)                         | 서울 중구 예장동 8-1                    | 중구                             | 1993년 9월 20일 지정                                             |      |
| 15호 |      | 아차산 봉수대 터 (峨嵯山 烽燧臺 터)                       | 서울 중랑구 묵동 산46-19                | 중랑구                           | 1993년 11월 30일 지정, 2008년 10월 30일 명칭 변경                |      |
| 16호 |      | 배재학당동관 (培材學堂 東館)                              | 서울 중구 정동 34-5호                   | 학교법인 배재학당                | 2001년 3월 15일 지정                                             |      |
| 17호 |      | 조석견과 완성군 이귀정 묘역 (趙碩堅과 莞城君 李貴丁 墓域) | 서울 동작구 흑석동 54-9                 | 전주이씨완성군파종중             | 2001년 5월 10일 지정, 2008년 10월 30일 명칭 변경                 |      |
| 18호 |      | 구용산수위관측소 (舊龍山水位觀測所)                       | 서울 용산구 청암동 169, 169-1번지       | 서울특별시한강관리사업소         | 2002년 2월 5일 지정                                              |      |
| 19호 |      | 광통관 (廣通館)                                           | 서울 중구 남대문로 1가 19               | (주)한빛은행                     | 2002년 3월 5일 지정                                              |      |
| 20호 |      | 구세군중앙회관 (救世軍중앙회관)                           | 서울 중구 정동 1-23호                   | 구세군유지재단                   | 2002년 3월 5일 지정                                              |      |
| 21호 |      | 아차산홍련봉보루유적 (峨嵯山紅蓮峰堡壘遺蹟)               | 서울 광진구 광장동 외                   | 광진구                           | 2002년 10월 5일 지정, 2004년 10월 27일 해제, 사적 제455호로 지정 |      |
| 22호 |      | 류순정·류홍부자묘역 (柳順汀·柳泓父子墓域)                 | 서울 구로구 오류동 산43-31, 산43-32     | 진주류씨문성공파종회             | 2004년 8월 20일 지정                                             |      |
| 23호 |      | 해공 신익희 가옥 (海公 申翼熙 家屋)                       | 서울 종로구 효자동 164-2                | (사)해공신익희선생기념회         | 2005년 2월 11일 지정                                             | ,    |
| 24호 |      | 화의군이영묘역 (和義君 李瓔 墓域)                         | 서울 은평구 연서로46길 43               | .                                | 2005년 12월 8일 지정                                             |      |
| 25호 |      | 숙용심씨묘표 (淑容沈氏墓表)                               | 서울 은평구 진관동 50                   | .                                | 2005년 12월 29일 지정                                            |      |
| 26호 |      | 영산군이전묘역 (寧山君 李恮 墓域)                         | 서울 은평구 진관동 산39, 산103-1        | .                                | 2007년 2월 15일 지정                                             |      |
| 27호 |      | 충정공 목서흠 묘역 (忠貞公 睦叙欽 墓域)                   | 서울 도봉구 방학동 산62번지             | 사천목씨현헌공파종중             | 2009년 6월 25일 지정                                             |      |
| 28호 |      | 도봉서원과 각석군 (道峰書院과 刻石群)                     | 서울 도봉구 도봉동 404번지 등           | 서울특별시                       | 2009년 10월 22일 지정                                            |      |
| 29호 |      | 완남부원군 이후원 묘역 (完南府院君 李厚源 墓域)           | 서울 강남구 자곡동 산 39-3              | 전주이씨광평대군파완남부원군종회 | 2009년 12월 31일 지정                                            |      |
| 30호 |      | 월산대군 이정 태실 (月山大君 李婷 胎室)                   | 서울 서초구 우면동 291-1                | SH공사                           | 2010년 3월 25일 지정                                             |      |
| 31호 |      | 인왕산 수성동 계곡 (仁王山 水聲洞 溪谷)                   | 서울 종로구 옥인동 179-1외 8필지        | .                                | 2010년 10월 21일 지정                                            |      |
| 32호 |      | 불암산성 (佛巖山城)                                       | 서울 노원구                             | 노원구청                         | 2010년 12월 23일 지정                                            |      |
| 33호 |      | 방학동 은행나무 (放鶴洞 銀杏나무)                         | 서울 도봉구 방학동 546, 546-1           | .                                | 2013년 3월 28일 지정                                             |      |
| 34호 |      | 호안공 이등과 의령옹주 묘역 (胡安公 李登과 義寧翁主 墓域) | 서울 도봉구 도봉동 산85번지             | 개성이씨호안공대종중             | 2013년 7월 18일 지정                                             |      |
| 35호 |      | 경천군 이해룡 사패지 송금비 (慶川君 李海龍 賜牌地 松禁碑) | 서울 은평구 진관동 산25                 | 국유(산림청)                     | 2014년 2월 20일 지정                                             |      |
| 36호 |      | 수유동 분청사기 가마터 (水踰洞 粉靑沙器 가마터)           | 서울 강북구 삼각산로 5 (수유동 산127-1) | 국유                             | 2014년 3월 27일 지정                                             |      |
| 37호 |      | 성균관 대성전 은행나무 (成均館 大成殿 銀杏나무)           | 서울 종로구 성균관로 31                 | 국유                             | 2014년 5월 1일 지정                                              |      |
| 38호 |      | 서울광장 지하배수로 (서울廣場 地下排水路)                 | 서울 중구 을지로 12 등                  | 서울특별시 등                    | 2014년 7월 3일 지정                                              |      |
| 39호 |      | 남대문로 지하배수로 (南大門路 地下排水路)                 | 서울 중구 남대문로 40-1 등              | 서울특별시 등                    | 2014년 7월 3일 지정                                              |      |
| 40호 |      | 인왕산 백운동 계곡 (仁王山 白雲洞 溪谷)                   | 서울 종로구 청운동 6-6 외               | 서울특별시 등                    | 2014년 10월 30일 지정                                            |      |
| 41호 |      | 태평로2가 지하배수로 (太平路二街 地下排水路)              | 서울 중구 태평로2가 113-1 등            | 국 (국토교통부) 등               | 2015년 3월 19일 지정                                             |      |
| 42호 |      | 배봉산 보루 (拜峰山 堡壘)                                 | 서울 동대문구 전농동 산 32-20 외        | 서울특별시, 국유(산림청)         | 2017년 2월 9일 지정                                              | ,    |
| 43호 |      | 숙선옹주(선빈)안씨 묘 (淑善翁主(善嬪)安氏墓)              | 서울 중랑구 묵동 산37-13                | 전주이씨 소강공파종중            | 2019년 6월 7일 지정                                              | ,    |
| 44호 |      | 사릉 석물 채석장 터 (思陵石物採石場址)                    | 서울 강북구 수유동 산86-1 / 산127-1     | 국유                             | 2019년 8월 8일 지정                                              | ,    |